# Port lotniczy Telawi Kurdgelauri
Port lotniczy Telawi Kurdgelauri – mały port lotniczy położony w mieście Telawi w Gruzji. 